# Giorgio Levi Della Vida
Giorgio Levi Della Vida (Venecia, 21 de agosto de 1886-Roma, 25 de diciembre de 1967)  fue un lingüista judío italiano especialista en hebreo, árabe y otras lenguas semitas, así como en la historia y cultura del Oriente Próximo.

## Biografía
Nacido en Venecia en una familia judía originaria de Ferrara, se mudó con su familia primero a Génova y luego a Roma, en cuya universidad se graduó en 1909 bajo el hebraísta Ignazio Guidi. Inmediatamente después de su graduación participó en expediciones en El Cairo, Atenas (para la Escuela Italiana de Arqueología) y Creta.
En 1911 regresó a Roma, donde trabajó con Leone Caetani, historiador especialista en el Cercano Oriente, en la redacción de sus Anales de Islam. Desarrolló una profunda amistad con Michelangelo Guidi, hijo de Ignazio e ilustre islamista él mismo, así como con Gaetano De Sanctis, Ernesto Buonaiuti, Giorgio Pasquali, Luigi Salvatorelli y el sacerdote barnabita Giovanni Semeria. Desde entonces estuvo siempre profundamente interesado en asuntos religiosos, utilizando sus lazos con Semeria y Buonaiuti (excomulgado por sus convicciones modernistas) para emprender estudios bíblicos que no realizó durante su educación completamente secular.
De 1914 a 1916, Levi Della Vida encabezó el departamento de lengua y literatura árabe en la Universidad Oriental de Nápoles.
Durante la Primera Guerra Mundial, actuó como intérprete militar, consiguiendo el rango de teniente. Después fue asignado al departamento de Filología Semita en la Universidad de Turín, cargo que mantuvo hasta 1919. En 1920, pasó a trabajar para Ignazio Guidi en la Universidad de Roma como profesor de hebreo y lenguas semitas comparadas.
En aquellos años, empezó a colaborar con algunos periódicos. Escribió para el diario romano Il Paese, que cesó su publicación al final de 1922 al ser sus oficinas destruidas por squadristi fascistas. Levi Della Vida fue también víctima de una agresión fascista alrededor de la misma época.
Por invitación de Salvatorelli, editor del periódico, empezó a colaborar con La Stampa, donde narró el clima político en Roma en los días que siguieron a la muerte de Giacomo Matteotti. De vez en cuando, mantenía contactos con dirigentes de la oposición antifascista, incluyendo a Giovanni Amendola, Carlo Sforza y Claudio Treves.
En 1924, fue elegido presidente de la Unión Nacional de Fuerzas Liberales y Democráticas, fundada por Giovanni Amendola, y al año siguiente firmó el manifiesto de los intelectuales antifascistas. En su autobiografía, afirmó no haber estado particularmente interesado en el activismo político; aun así, estaba convencido de que el periodo crítico que vivía Italia con el auge del fascismo requería de cada ciudadano la responsabilidad de participar en la vida política.
En la década de 1920 conoció a Giovanni Gentile, profesor de Roma, con quien empezó a colaborar en la Enciclopedia Treccani como experto en hebreo y lenguas semitas.
Levi Della Vida estuvo entre los doce profesores universitarios italianos que rechazaron jurar lealtad al régimen impuesto por el artículo 18 de la Ley Normal del 28 de agosto de 1931. Debido a esta negativa, Della Vida fue expulsado de su puesto en la universidad en 1932.
Continuó aun así su colaboración con el Enciclopedia Treccani, para la que escribió la entrada sobre hebraísmo, entre otras.
Asimismo, fue elegido por la Biblioteca Vaticana para catalogar sus manuscritos árabes, de los que eligió una selección para su publicación en 1935 y una segunda colección treinta años más tarde.
Después de la promulgación de las leyes raciales de 1939, huyó a los Estados Unidos, donde le fue ofrecido un puesto de profesor en la Universidad de Pensilvania en Filadelfia así como en la Universidad de San Diego en California. En sus años tardíos, donó su colección personal de libros y manuscritos a la biblioteca de esta última institución como muestra de agradecimiento por la hospitalidad recibida.
Regresó a Italia en 1945, donde fue restablecido a su puesto en la Universidad de Roma, enseñando cultura e historia musulmanas hasta su jubilación en 1959. En 1947 fue elegido miembro  de la Accademia dei Lincei.
Levi Della Vida murió en Roma en 1967 después de una breve enfermedad.
La Universidad de California en Los Ángeles creó una serie editorial con su nombre, The Giorgio Levi Della Vida Series in Islamic Studies, que se suma al Premio Giorgio Levi Della Vida en reconocimiento de su trabajo en estudios islámicos. También jugó un papel indirecto pero potencialmente importante en establecer lingüística generativa contemporánea y la ciencia cognitiva — Noam Chomsky ha citado a Levi Della Vida como una de las causas de su temprano interés en lingüística como estudiante, describiendo su curso como 'el curso que como estudiante de primer año realmente me interesó'.

## Publicaciones
Las investigaciones lingüísticas de Levi Della Vida abarcaron muchas áreas, incluyendo filología semita, historia judía e islámica, el alfabeto púnico y la literatura siríaca. El catálogo de su trabajo refleja tal espectro de intereses.
- Gli ebrei: storia, religione, civiltà ("Los judíos: historia, religion, civilización"), Mesina-Roma, 1924
- Storia e religione nell'Oriente semitico ("Historia y religión del Este Semítico"), Roma, 1924
- Elenco dei manoscritti arabo-islamici della Biblioteca Vaticana: Vaticani, Barberiniani, Borgiani, Rossiani ("Índice de los manuscritos árabes e islámicos de la Biblioteca Vaticana"), Ciudad del Vaticano, 1935
- Ricerche sulla formazione del più antico fondo dei manoscritti orientali della Biblioteca Vaticana ("Investigaciones sobre la creación de los fondos orientales más antiguos de la Biblioteca Vaticana"), Ciudad del Vaticano, 1939
- Secondo elenco dei manoscritti arabi islamici della Biblioteca Vaticana ("Segundo índice de los manuscritos árabes e islámicos de la Biblioteca Vaticana"). Ciudad del Vaticano, 1965
- Arabi ed Ebrei nella storia ("Árabes y judíos en la historia"), Napoli, 1984
- Iscrizioni puniche della Tripolitania, 1927-1967 ("Inscripciones púnicas en Tripolitania", 1927-1967"). Roma, 1987
- Visita a Tamerlano: saggi di storia e letteratura ("Visit a Tamerlán: ensayos sobre historia y literatura"), Nápoles, 1988
- Aneddoti e svaghi arabi e non arabi ("Anécdotas y curiosidades, árabicas y no arábicas"), Milán-Nápoles, 1959

Además de sus publicaciones científicas, publicó una autobiografía en 1966, recientemente reeditada como Fantasmi ritrovati (Napoli, Liguori, 2004).

## Artículos
- Levi Della Vida, G. (1919-1920). Appunti Bardesanici. Rivista degli Studi Orientali VIII, 709-722.
- Levi Della Vida, G. (1920). Bardesane e il dialogo delle leggi dei paesi. Rivista di studi filosofici e religiosi I, 399-430.
- Levi Della Vida, G. (1934). Appunti e quesiti di storia letteraria araba. (RSO).
- Levi Della Vida, G. (1942) Muḥammad Ibn Ḥabīb’s ‘Matronymics of Poets,’ Journal of the American Oriental Society, 62.3, 156-171
- Levi Della Vida, G. (1943). The 'Bronce Era' in Moslem Spain.
- Levi Della Vida, G. (1944a). El Elyon in Genesis 14, 18-20. Journal of Biblical Literature 63, 1-9.
- Levi Della Vida, G. (1944b). Pre-Islamic Arabia. The Arab Heritage, Princeton.
- Levi Della Vida, G. (1949a). Iscrizione araba di Ras el-Hammam. Scritti in onore di F. Beguinot, 77-81.
- Levi Della Vida, G. (1949b). Nuova luce sulle fonti islamiche della Divina Commedia. Al-Andalus: revista de las Escuelas de Estudios Árabes de Madrid y Granada 14, 377.
- Levi Della Vida, G. (1954a). Manoscritti arabi di origine spagnola nella Biblioteca Vaticana. Studi e Testi 220, 133-189.
- Levi Della Vida, G. (1954b). Traduzione araba delle Storie di Orosio. Al-Andalus: revista de las Escuelas de Estudios Árabes de Madrid y Granada 19, 257.
- Levi Della Vida, G. La corrispondenza di Berta di Toscana col califfo Muktafi: Rivista storica italiana, 66 (1954), p. 21-38.
- Levi Della Vida, G. (1961). Linguistica semitica: presente e futuro. Rom: Centro.
- Levi Della Vida, G. (1962). Un texte mozarabe d'histoire universelle.
- Levi Della Vida, G. (1967). Le iscrizioni neopuniche della Tripolitania. Annali dell'Istituto Orientale di Napoli 17, 157-159.
- Levi Della Vida, G. (1986). «Kusayy». The Encyclopedia of Islam, 520-521.